# 한자
한자(漢字)는 표어 문자의 하나로, 중국 대륙에서 발원하여 중화인민공화국 본토, 중화민국, 홍콩, 마카오, 일본, 대한민국, 조선민주주의인민공화국, 베트남, 싱가포르, 말레이시아 등의 동아시아와 동남아시아 국가에서 사용되고 있거나 역사적으로 사용되었던 문자이다.
가로쓰기의 경우 왼쪽에서 오른쪽으로 쓴다. 세로쓰기할 경우 한 줄은 위에서 아래로 쓰고, 줄은 오른쪽에서 왼쪽으로 쓴다.

## 역사
한자의 기원을 유추할 근거는 3,000년 전 사용된 금문과 3,300년 전 사용된 갑골문, 그리고 6,800년 전 사용된 도문인데, 일반으로 갑골문(甲骨文)을 한자의 기원인 글자로 보는 견해가 많다.
한비자나 여씨춘추와 같은 책을 보면, 한자는 창힐이라는 사람이 만들었다고 한다. 창힐은 상고시대에 살았던 사람으로서 황제라는 설도 있고 황제의 사관이라는 설도 있다. 그 사람이 사물의 모양이나 짐승의 발자국을 본떠 한자를 만들었다는 기록이 있다. 그러나, 한자는 한 사람이 만들 수 없을 뿐만 아니라 한 시기에 만들어질 수 있는 글자도 아니라는 견해가 통설이다.
실존하는 자료로서 가장 오래된 문자는 1903년 은허에서 출토된 은나라 때의 갑골문자가 있다. 기원전 14세기 ~ 기원전 11세기에 사용된 것으로 추정되는 이 문자는 당시 중대사를 거북의 복갑(腹甲)이나 짐승의 견갑골에 새겨 놓은 실용적인 것이었다.
그 후 주나라 선왕(宣王) 때 태사(太史) 사주(史籒)가 주문(籒文:大篆)을 만들었고 춘추 전국 시대에는 각 나라마다 서로 다른 글자체가 쓰이다가 진나라의 승상 이사(李斯)가 주문을 개량하여 소전(小篆)을 만들어 문자를 통일하였다. 또한, 진의 옥리(獄吏) 정막(程邈)은 실무에 편리한 예서(隸書)를 지었고 한나라 때에는 이것을 계승한 한예(漢隸)가 문자로서 통용됐다. 춘추 전국 시대에 죽간(竹簡)에 쓰인 과두문자(蝌蚪文字)나 종(鐘)·정(鼎) 등에 쓰인 금석문자(金石文字)를 고문(古文)이라고 한다. 후한(後漢)에 이르러 왕차중(王次仲)은 한예를 간략화하여 해서(楷書)를 만들었고 이후 이것을 정서(正書)라 하여 표준 자체로 삼았다. 즉, 이사가 소전을 제정하여 문자 대혁신을 이룩한 후 300여 년이 경과하여 한자는 해서(楷書)로서 정립된 것이다.
목간과 죽간을 대체하여 필기구가 붓·먹·종이가 중심인 시대가 되자 해서가 중용되었고, 삼국시대에는 모필(毛筆)로 쓰기에 편리한 초서(草書)와 행서(行書)가 나타났으며, 육조(六朝)와 당나라 때에는 서도(書道)가 문예의 일부가 되기에 이르렀다. 한자의 역사, 특히 양식의 변천을 자형(字形)에 따라 고찰하면 갑골문자·금석문자·전서(篆書)·예서(隸書)·해서 등 다섯 시대로 구분할 수 있고, 해서 이후로는 오랜 시대에 걸쳐 변화한 흔적이 없다. 다만 서체(書體)로서 조형예술 성격을 띤 다양한 작풍이 나타났을 뿐이다.

## 한자의 제작 원리
한자의 형성 과정을 크게 여섯 가지로 나눠 육서(六書)라고 한다. 후한의 허신(許愼)이 설문해자(說文解字)에서 한자를 상형, 지사, 회의, 형성, 전주, 가차 등 여섯으로 나누어 한 설명이 현재 육서를 설명하는 데에 있어 기초가 되었다.

## 한자의 필순
1. 왼쪽에서 오른쪽으로 쓴다.
예) 川, 外, 側
2. 위에서 아래로 쓴다.
예) 三, 言, 高

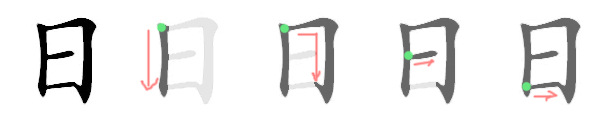
日의 필순

3. 가로획과 세로획이 교차될 때에는 가로획을 먼저 쓴다.
예) 十, 古, 支
4. 삐침을 먼저 쓰고 파임을 나중에 쓴다.
예) 人, 公, 父
5. 좌우 모양이 같을 때는 가운데를 먼저 쓴다.
예) 小, 水, 永
예외) 火
6. 몸과 안으로 된 글자는 몸을 먼저 쓴다.
예) 用, 同, 問
7. 상하로 꿰뚫는 세로획은 맨 나중에 쓴다.
예) 中, 事, 車
8. 좌우로 꿰뚫는 가로획은 맨 나중에 쓴다.
예) 女, 母
9. 오른쪽 위의 점은 맨 나중에 쓴다.
예) 犬, 武 ,成
10. 받침이 독립된 글자가 아닐 때 받침을 맨 나중에 쓴다.
예) 近, 建
11. 받침이 독립된 글자일 때 받침을 먼저 쓴다.
예) 起
12. 가로획이 짧고 왼쪽 삐침이 길면 가로획부터 쓴다.
예) 在, 左, 友
13. 가로획이 길고 왼쪽 삐침이 짧으면 왼쪽 삐침부터 쓴다.
예) 布, 右, 有

## 한자의 부수
1. 사람 인 (人→亻), 마음 심 (心 →忄), 물 수 (水→氵) 등의 부수는 형태가 변하여 변이 된다.
예) 休, 情, 江
2. 칼 도 (刀), 고을 읍 (邑), 하품 흠 (欠) 등의 부수는 형태가 변하여 방이 된다.
예) 列, 郡, 欲
3. 대나무 죽 (竹), 비 우 (雨) 등의 부수는 머리가 된다.
예) 笑, 雲, 電
4. 사람 인 (人), 불 화 (火), 그릇 명 (皿) 등의 부수는 발이 된다.
예) 無, 盛
5. 그 외에도 호(집 엄, 굴바위 엄), 몸(나라 국), 받침(쉬엄쉬엄갈 착), 제부수 등도 있다.
예) 廷, 四, 高, 行 한자의 부수는 총 214자가 있다.

## 한자 문화권

나라별 한자 사용 현황
한자가 광범위하게 사용됨
한자가 사용되지만 주요 문자로서 사용되지는 않음
과거에 한자가 사용되었으나 지금은 사용되지 않음

한국, 일본 등 동아시아 지역과 베트남은 2천년 이상 중국과 함께 한자 문화권에 속해 있었기 때문에, 단어의 상당수가 한자를 바탕으로 하고 있다. 한국에서는 1948년 이후 조선민주주의인민공화국은 강력한 한글 전용 정책을 펴서 일상생활에서는 거의 한글만을 쓰고 있으며, 현재는 중화권 국가들(중화인민공화국, 중화민국, 싱가포르 등)과 일본이 일상에서 한자를 사용한다.

### 한국
현대 한국어에서는 주로 한글을 쓰지만, 한국어의 단어 중 57% 정도가 한자어이며, 성명과 지명(地名)은 거의 한자어로 되어 있다. 대한민국 교육부에서는 자주 쓰는 한자 1,800자를 지정하여 중·고등학교에서 가르치도록 하고 있는데, 한국에서 쓰이는 한자어의 90% 정도는 이들 한자로 이루어진 것들이다.
대한민국에서는 고급 어휘, 학술 용어, 고문(古文) 해독 등의 경우를 제외하고는 한자어를 한글로 표기하고, 한자를 쓸 때는 정체자로 쓴다.

### 중국
중국 대륙에서 중국어는 거의 간체자로 표기한다. (하지만 가끔씩은 외관상의 미를 위해 정체자를 사용하는 경우도 있다) 이는 외래어의 경우에도 마찬가지이다. 그러나, 홍콩과 마카오에서는 보통 정체자를 쓴다.

### 대만
대만에서는 정체자를 써서 중국어를 표기한다.

### 일본
일본어에서는 일본의 음절 문자인 가나와 함께 쓰인다. 일본의 한자는 1949년 일본 정부가 간략화한 신자체이며, 일본어 한자는 음독(音讀, 일본식 한자음)과 훈독(訓讀, 한자를 같은 뜻의 일본 고유어로 읽는 것)이 함께 쓰이므로 고유어도 한자로 나타낸다. 이 방식은 고유어를 보존하면서 음절 길이를 줄이는 장점이 있는 반면, 한자 읽기가 복잡해진다는 단점도 있다. 이 때문에 인명 등 고유명사나 일반인이 읽기 어려운 한자 위에는 읽는 법을 다는 후리가나가 있다. 일본어에서 한자는 명사, 동사와 형용사의 어간 및 일부 부사에 쓰이고, 가나는 문법 기능을 나타내는 토씨와 외래어나 외국어를 표기할 때에 주로 쓰인다.

### 베트남
베트남에서는 쯔꾸옥응으라고 하는 베트남어의 로마자 표기법을 사용하므로, 일상에서 한자는 사용되지 않는다. 그러나, 베트남어의 단어에는 한국의 한자어와 비슷한 한월어가 있다.
베트남어인 쯔놈도 한자에서 유래했다.

## 이민주
다른 문자로 된 문헌을 한자로 번역하는 것을 한역(漢譯)이라고 한다. '한역'이라는 말은, 특히, 고대에 불교의 산스크리트어나 팔리어의 문자로 이루어진 경전을 한자로 번역한 것을 지칭할 때 쓰인다.

## 특이한 한자

‘수다스러울 절’은 龍(용 룡) 네 개로 이루어진 한자이다.

뱡뱡몐을 나타내는 한자 ‘뱡’

실제로 한자는 제자 원리에 따라 무한히 복잡하게 만들 수 있지만, 실제로 사용된 기록이 있는 문자 중에서 가장 획수가 많은 한자는 기준에 따라 몇 가지로 나눌 수 있다.
유니코드 5.0에 포함된 가장 복잡한 한자는 𪚥(수다스러울 절, U+2A6A5)로, 龍(용 룡)을 네 번 써서 이루어진 한자이고 16 × 4 = 64획이다. 이 한자는 조엘 벨라센(Joël Bellassen)(1989) 등에 따르면 기록에 등장하는 중국어 한자 중 가장 복잡하며, 5세기 이전에 사용되었다고 한다. 똑같은 64획으로 𠔻(뜻 미상, 음은 정,八부 62획, U+2053B)이 있으나 많이 알려져 있지 않다. 이 글자는 興(일어날 흥)을 네 번 써서 이루어진 한자이다.
현재까지 중국어에서 쓰이는 한자 중 가장 획수가 많은 한자는 산시성(섬서성)에서 유명한 면 음식인 뱡뱡몐을 가리키는 57획짜리 한자이지만 방언에서만 사용되는 문자로 취급되어 자전에는 나오지 않는다. 현대 한자 자전에 나오는 한자 중 가장 획수가 많은 한자는 齉(코 막힐, 코를 킁킁거릴 낭)으로 36획이다. 이 밖에 일부 한자의 ‘고자’(古字)는 상당히 복잡한 경우가 있다. 그 예로 우레 뢰(雷)의 고자는 밭 전(田)이 가로로 4자, 그 밑으로 돌아올 회(回)가 가로로 4자 다시 밭 전이 4자로 된 것이 상하로 2개 있는 모양, 도합 128획이다.

## 같이 보기
- 갑골문자
- 한문
- 한자 문화권
- 한국어
- 훈민정음
  - 한국어 한자
  - 한국제 한자
  - 한국 한자음
- 정체자(正體字)
- 간체자(簡體字)
- 신자체
- 구자체
- 여진문자
- 서하문자
- 거란문자
- 漢字辭典

### 내용주
1. ↑  다만, 지명은 취음(取音) 등 여러 변수가 있어서 한자로 표기된 것들 중 한자어가 아닌 것도 있다. 예를 들어, 독도는 한자로 '獨島'라고 쓰는데, 이 지명은 '돌섬'의 호남 방언인 '독섬'을 '獨'이란 한자의 음을 빌어 표기한 것이다. 거문도(巨文島) 역시 '검은 섬'의 음차이다.